# Alexander Bay (África do Sul)
Alexander Bay (em africâner:  Alexanderbaai) é uma cidade localizada no noroeste da África do Sul. Fica na margem sul do rio Orange.
O seu nome deve-se a James Alexander, que foi a primeira pessoa a cartografar a região, numa expedição à Namíbia organizada pela Royal Geographical Society em 1836. Alexander é erradamente considerado por muito como o primeiro a estabelecer a mineração comercial de cobre na zona. Devido à descoberta de diamantes ao longo da costa ocidental em 1925, Alexander Bay foi fundada para servir a indústria mineira.
Antigamente a cidade estava numa zona de alta segurança. Para aceder a ela eram precisas permissões especiais. Hoje só é preciso o passaporte para passar pelos postos de controlo de segurança. Actualmente é um destino turístico, com acesso ao Parque Nacional de Richtersveld, património da humanidade.
A cidade de Ojanjemund encontra-se na margem norte do rio Orange, o qual faz a fronteira com a Namíbia.